# 1748
Het jaar 1748 is het 48e jaar in de 18e eeuw volgens de christelijke jaartelling.

## Gebeurtenissen
maart
- 8 - Anna van Hannover, prinses van Oranje, schenkt het leven aan een erfprins: Willem Batavus.
- 17 - Een oproer in Groningen is de opmaat naar het Pachtersoproer.

april
- 1 - Ontdekking van de ruïnes van Pompeï door de Spanjaard Roque Joaquín de Alcubierre

mei
- 7 - Franse inname van Maastricht.

juni
- 2 - De bendeleider Jan de Lichte in het Land van Aalst pleegt zijn eerste moord.
- 14 - Pachtersoproer breidt zich uit in de Hollandse steden na rellen in Friesland en Groningen.
- 24 - Op de Botermarkt start het Pachtersoproer in Amsterdam. In de daaropvolgende dagen worden tientallen woningen van belastinginners en andere rijken geplunderd.

juli
- 29 - De Staten van Overijssel schrijven een volkstelling uit. Steden en ambten moeten volledige inwonerslijsten uiterlijk 31 augustus inleveren. Een gezinshoofd kan worden beboet als hij onvolledige informatie verstrekt over zijn gezin en huispersoneel.

Augustus
- 9 - De eerste openbare vergadering van de Doelisten op de Kloveniersdoelen te Amsterdam.

oktober
- 18 - Met de Tweede Vrede van Aken komt een eind aan de Oostenrijkse Successieoorlog. Frankrijk trekt zich terug uit de Oostenrijkse Nederlanden en draagt de forten van de zeven grenssteden Veurne, Ieper, Menen, Doornik, Bergen, Charleroi, Namen en de citadel van Gent over aan de Republiek.

november
- 13 - In Aalst wordt Jan de Lichte, berucht bendeleider, ter dood gebracht.
- 21 - Verschijning in Engeland van Fanny Hill. Memoirs of a woman of pleasure, de eerste pornografische roman in Europa.

## Muziek
- In Londen vindt de eerste uitvoering van Georg Friedrich Händels oratoria Joshua en Alexander Balus plaats
- Georg Christoph Wagenseil componeert de opera's Alexander der Grosse in Indien en Il Siroe

## Beeldende kunst

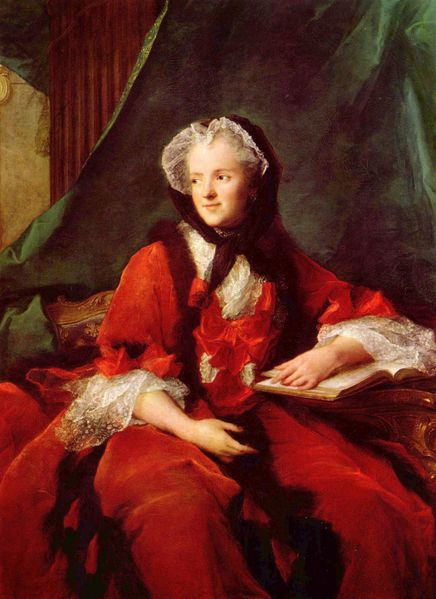
Koningin Maria Leszczyńska, door Jean-Marc Nattier
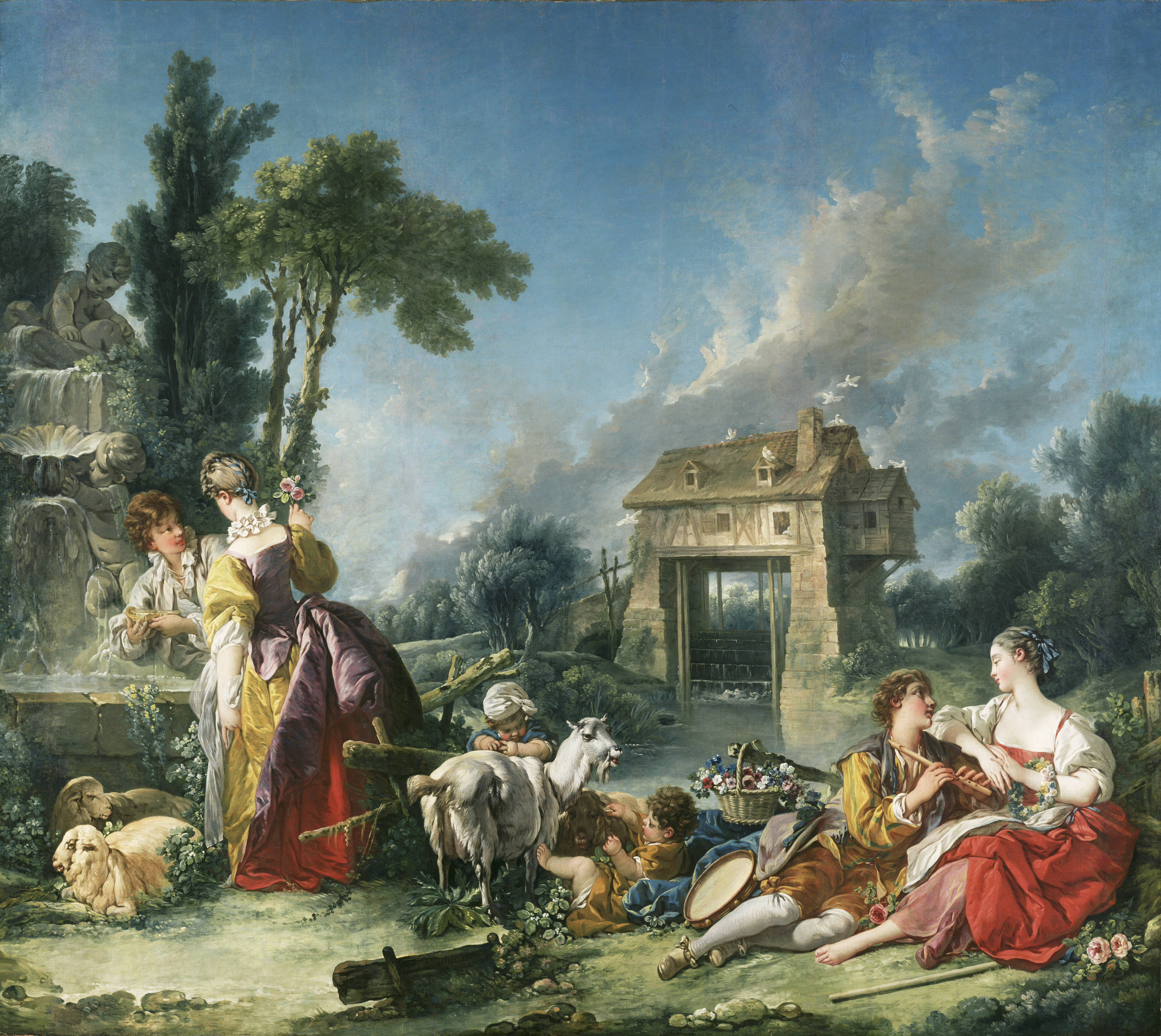
La fontaine d'amour, door François Boucher
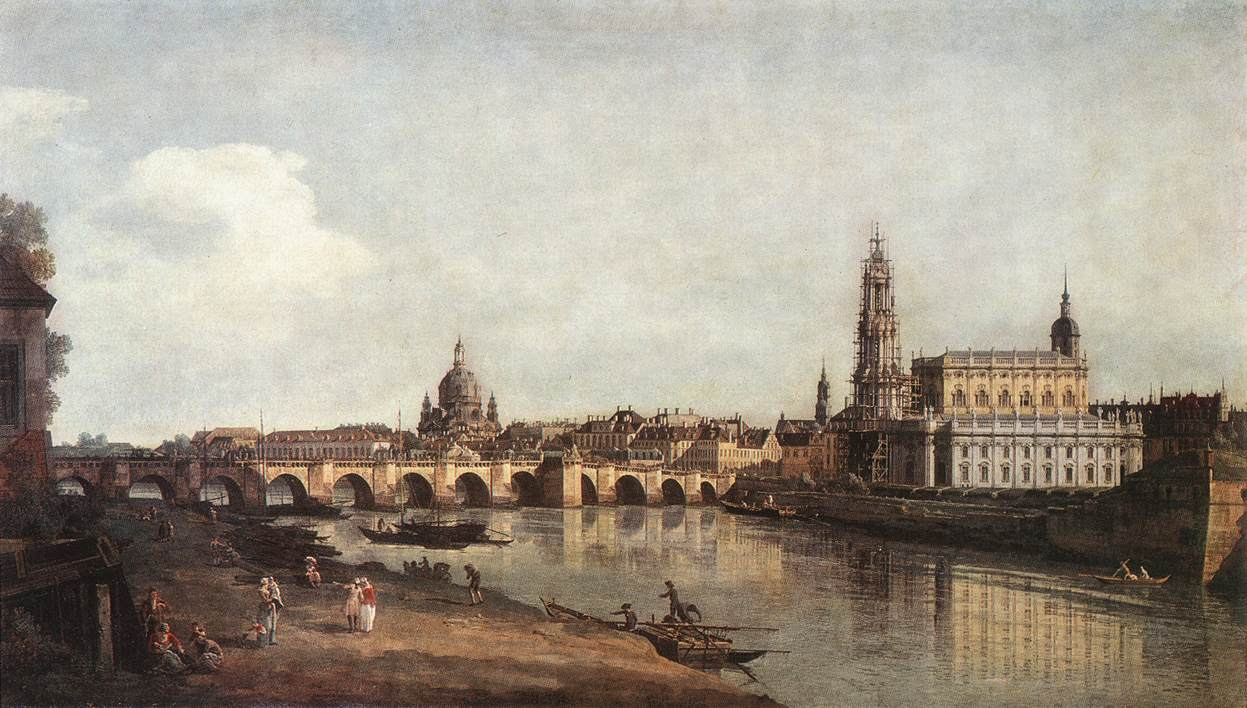
Gezicht op Dresden met Elbe en Augustusbrug, door Canaletto
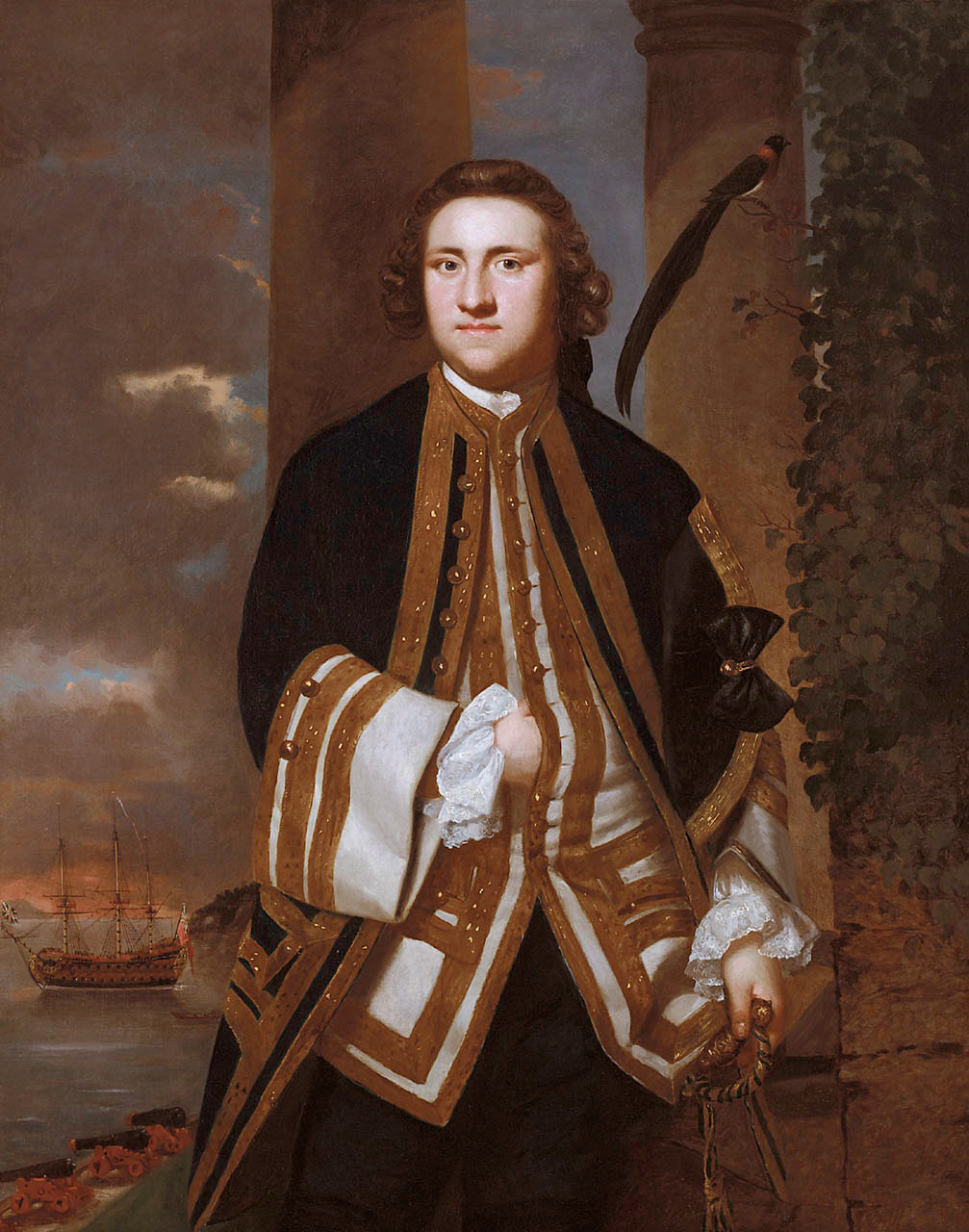
Captain the Honourable George Edgcumbe, door Sir Joshua Reynolds

## Bouwkunst

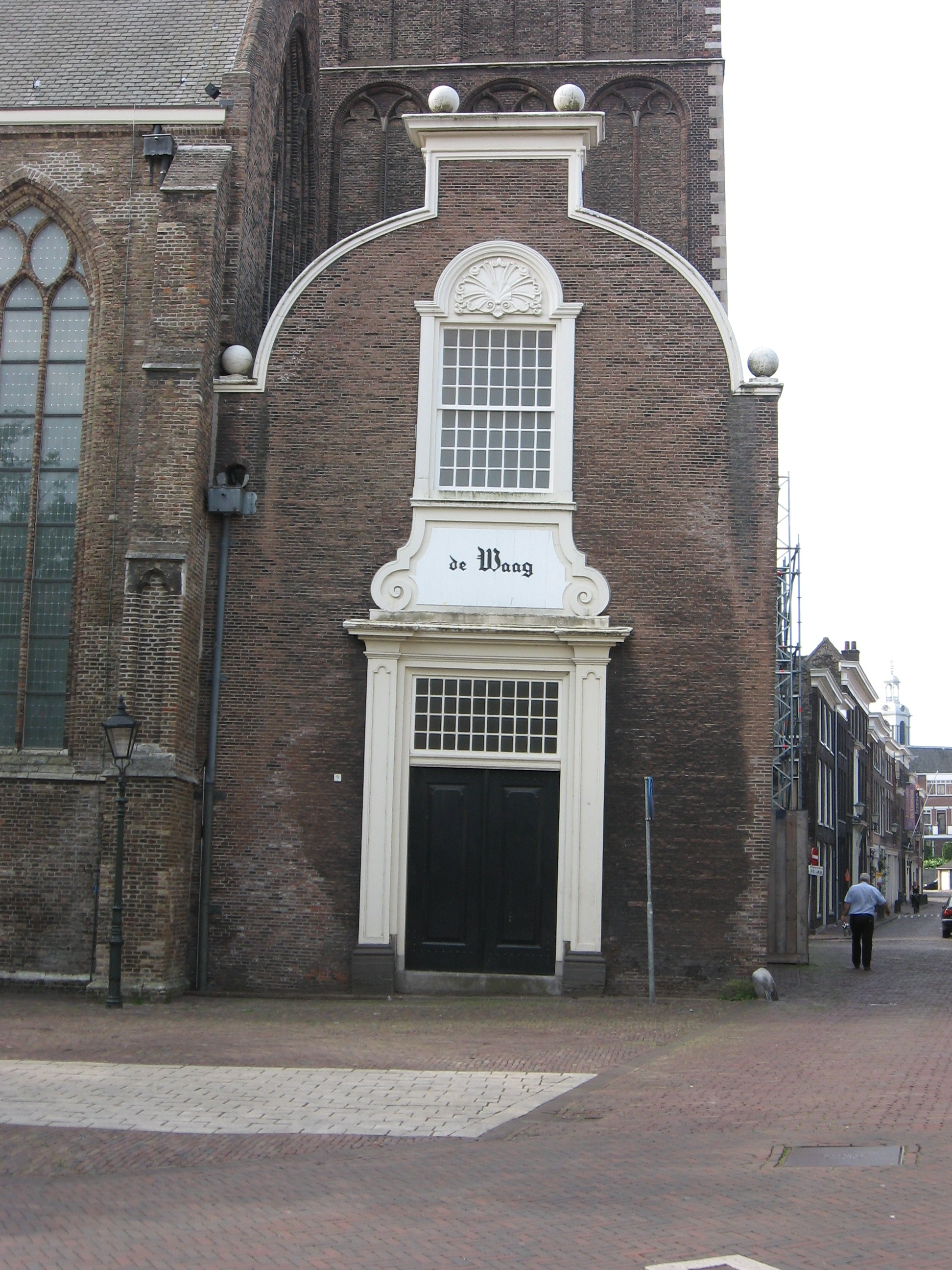
Waag, Schiedam
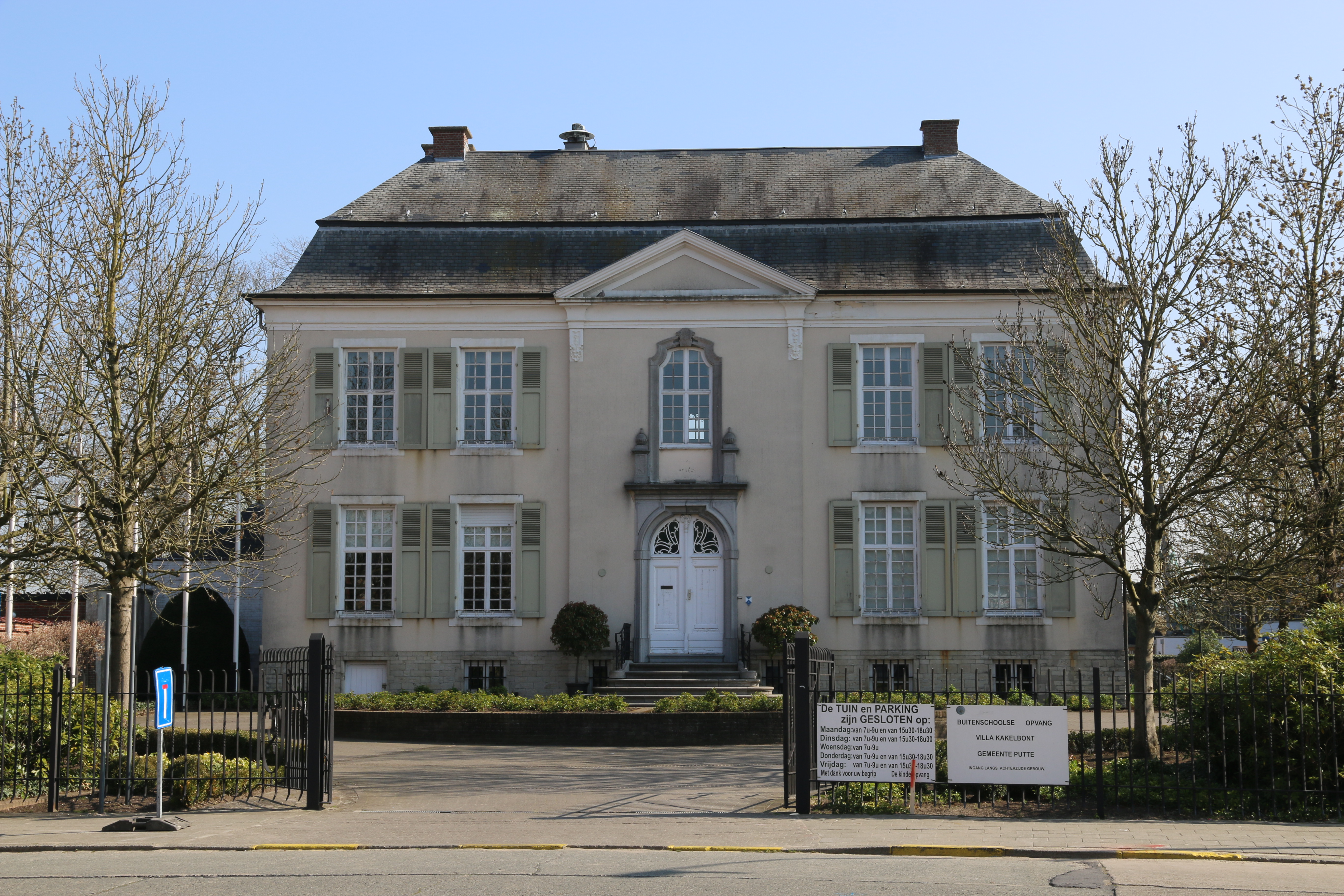
Jachtslot/oud gemeentehuis, Putte
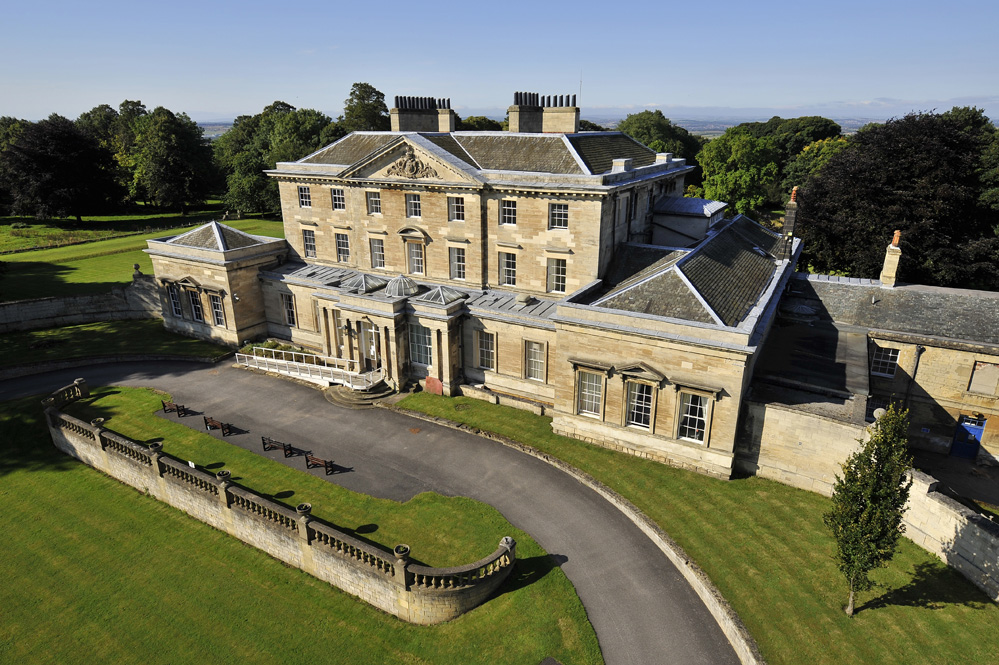
Hickleton Hall, Doncaster
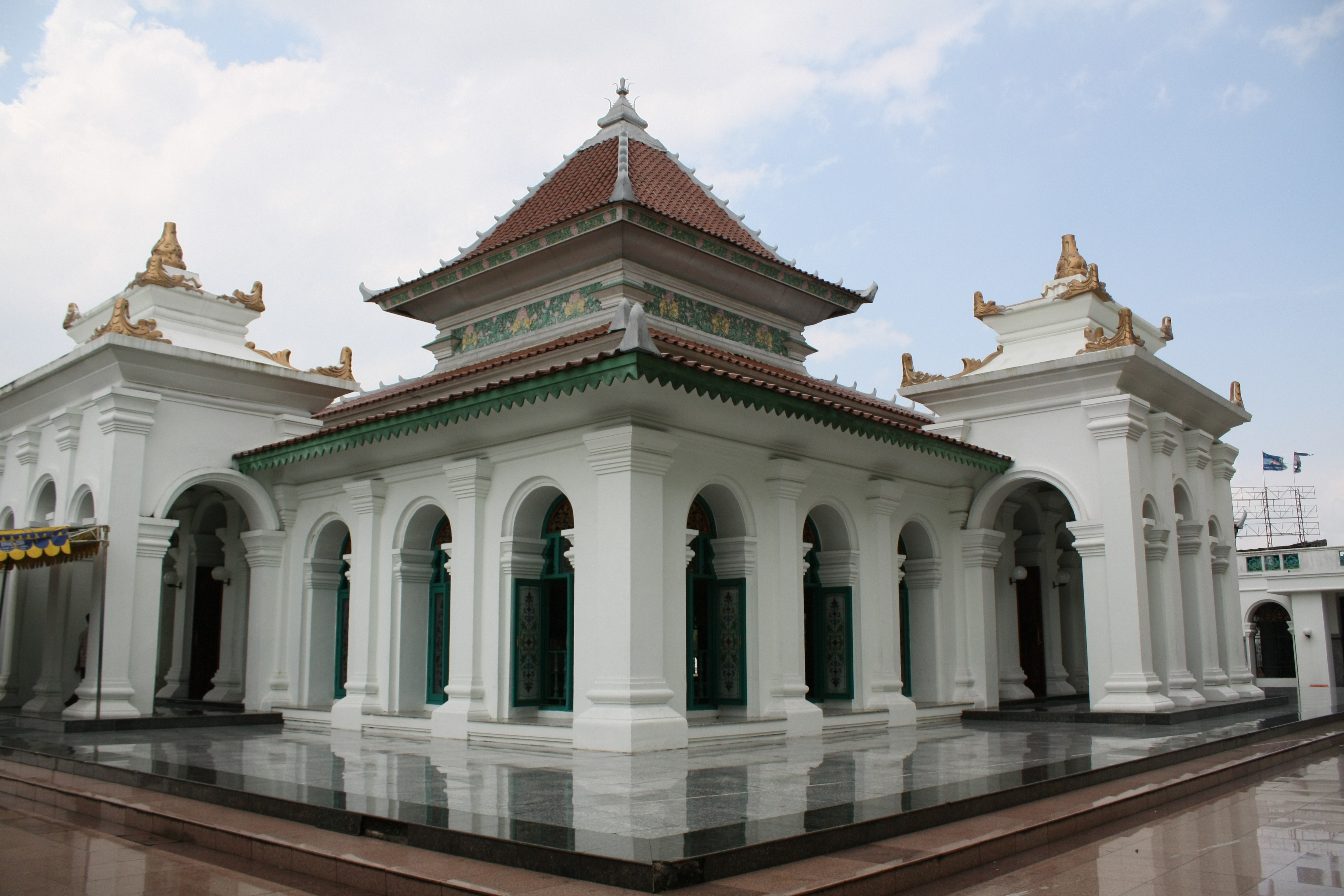
Grote Moskee van Palembang, Indonesië

## Geboren
januari
- 31 januari - Charles Clément Roemers, Nederlands-Frans jurist en politicus
- 31 januari - Mathias Soiron, Nederlands architect en meubelontwerper

maart
- 8 - Willem V, stadhouder van de Nederlanden
- 25 - Benedictus Jozef Labre, Frans heilige (overleden 1783)

mei
- 10 - Louis Pierre Vieillot, Frans ornitholoog (overleden 1831)

augustus
- 30 - Jacques-Louis David, Frans kunstschilder

oktober
- 7 - De latere koning Karel XIII van Zweden

december
- 2 - Jan Pieter Minckelers - Nederlands uitvinder
- 9 - Claude-Louis Berthollet, Frans chemicus

## Overleden
januari
- 1 - Johan Bernoulli (80), Zwitsers wiskundige

maart
- 23 - Johann Gottfried Walther (63), Duits componist en organist

augustus
- 27 - James Thomson, Schots schrijver